# Villanovafranca
Villanovafranca (sardinski: Biddanòa Frànca) je grad i općina (comune) u pokrajini Južnoj Sardiniji u regiji Sardiniji, Italija. Nalazi se na nadmorskoj visini od 292 metra i ima 1 345 stanovnika.
 Prostire se na 27,59 km². Gustoća naseljenosti je 49 st/km².
Susjedne općine su: Barumini, Escolca, Gesico, Guasila, Las Plassas i Villamar.